# 현대의 기갑전투차량 목록
다음 목록은 제2차 세계 대전 이후 생산된 나라별 기갑 전투 차량 목록이다. 2007년 기준이다.

## 그리스

### 전차
- 레오파르트 2 HEL

## 남아프리카 공화국

### 전차
- 올리펀트 (센추리온 전차 업그레이드형)

### 기갑전투차량
- 엘란드 Mk7
- 루이켓 AFV

### 보병전투차
- 라텔 보병전투차 - 회퓌스터(Hoefyster)로 대체

### 병력수송장갑차
- 버펠
- 카스피르
- RG-12
- 맘바 병력수송장갑차
- 푸마 장갑차 - 맘바와 유사한 남아프리카공화국이 새로 개발한 장갑차 보관됨 2009-01-25 - 웨이백 머신
- RG-31 니얄라
- RG-32
- 오카피 MPV

### 자주포
- G6 자주포

## 네덜란드
- 레오파르트 2
- 시수 XA-188
- YPR-765
- 페넥 경장갑차
- 복서 MRAV
- CV90 35
- Tpz 푹스 1엘로카

## 노르웨이

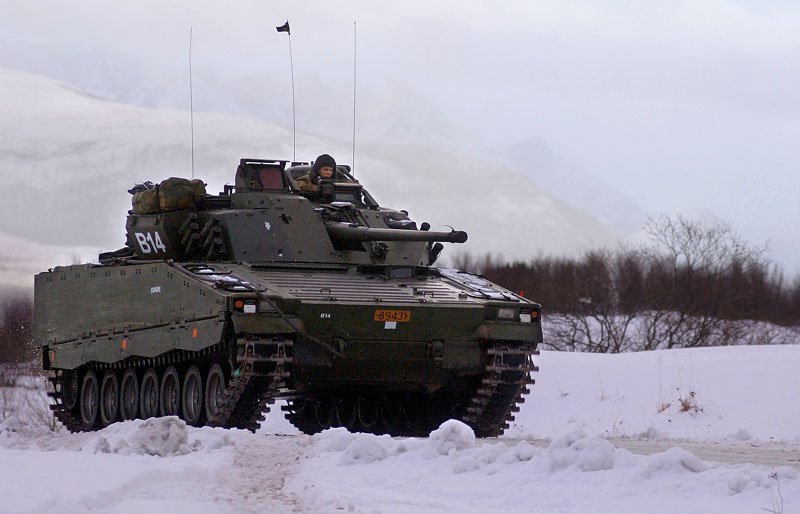
CV9030

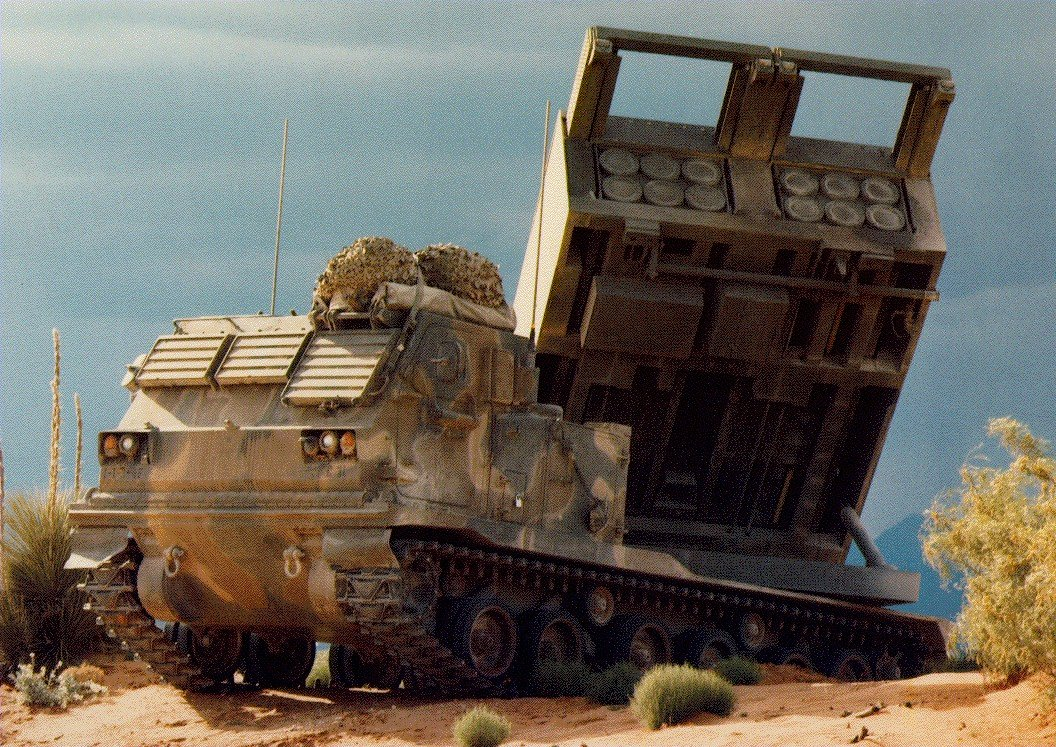
MLRS

### 주력전차
- 레오파르트 1A5NO
- 레오파르트 2A4

### 보병전투차
- CV9030N

### 병력수송장갑차
- 시수 파시
- Bv 206
- M113 현대화형

### 자주포
- M109A3NG
- M270 MLRS

## 대한민국
대한민국이 보유하고 있는 기갑 전투 차량 목록이다. M4A3E8 셔먼, M3 하프트랙 등과 같이 2차세계대전 시기에 미국에서 생산된 장비이지만 공여받은 시점이 2차대전 이후인 경우도 작성했다.

### 전차
M48 패튼의 경우 1세대 전차로 분류했다.
<경전차, 중형전차>
- M4A3E8 셔먼 (퇴역)
- M24 채피 (퇴역) - 6.25 전쟁 중에 훈련용으로 사용하다가 미군이 회수해서 대만군에게 인계함. M36 잭슨, M24 채피 사진이 있다.
- M26 퍼싱 (퇴역) - M46 패튼 훈련용으로 사용되었을 것으로 추정. 백선엽 장군의 회고록에서 도입해서 운용한 적이 있다고 언급됨. 출처

<1세대 전차>
- M46 패튼 (퇴역) - 운용기록 : 출처
- M47 패튼 (퇴역) - 1950년대 말 도입, 2007년 퇴역 추정
- M48 패튼
  - M48A2C (퇴역) - 1960년대 도입, 소수 M48A5K 개량, 개량되지 않은 기존 분량은 2000년대 후반 퇴역 추정.
  - M48A3K
  - M48A5K

<3세대 ~ 3.5세대 전차>
- T-80
  - T-80U - 불곰사업으로 도입
  - T-80UK - 불곰사업으로 도입
- K1 전차
  - K-1
  - K-1E1
  - K-1E2
- K1A1 전차
  - K-1A1
  - K-1A2
- K2 흑표

### 장갑차
<보병수송장갑차(APC), 정찰장갑차>
- M3 하프트랙(퇴역)
- M8 / M20 그레이하운드(퇴역)
- AAV7A1
- M113 보병수송장갑차 계열(퇴역)
- KM-900
- K-200(A1) 보병수송장갑차 계열
- 두산 바라쿠다 장갑차
- K806 / 808 차륜형 장갑차

<보병전투장갑차(IFV)>
- BMP-3F,BMP-3M(1995, 2002년) - 불곰사업으로 도입
- K21 보병전투차

### 자주포 및 다연장로켓
- K105HT 105mm 차륜형 자주포
- K-55(A1) 155mm 자주포
- K-9 155mm 자주포
- M107 175mm 자주포(퇴역)
- M110 203mm 자주포(퇴역)
- M270(A1) MLRS
- K-136 구룡 다연장로켓
- K-239 천무 다연장로켓

### 자주박격포, 대전차 자주포
- K242(A1) - K-200A1 APC의 자주박격포 파생형
- K281(A1) - K-200A1 APC의 자주박격포 파생형
- K532 - 다목적 전술차량(장갑차)로 자주박격포를 탑재했다.
- 120mm 자주박격포 - 2019년 양산 예정
- M36 잭슨(퇴역)
- M56 스콜피온(퇴역)

### 자주대공체계
- M16 승공포(퇴역) - M3 하프트랙의 파생형으로 미군에서는 M16 meat chopper로 불렀다.
- K-30 비호
- K263 자주발칸포
- 천마

### 그 외 기갑장비
- K1 ARV
- K1 AVLB
- KM-9 ACE
- 차기 전투공병전차(K-600) - K1A1 전차 기반.
- K-719 부교 운반차
- K-912 10톤 구난차량
- K-21 계열 경구난차량

## 독일

### 전차
- 레오파르트 1 전차
- 레오파르트 2 전차
- H-400-모바그 피라냐.

### 자주포
- PzH 2000
- GMLRS

### 기타 기갑전투차량
- Luchs A2 (기갑 수색 차량),
- 페넥 경장갑차 - 룩스를 대체하고 있는 수색용 경장갑차
- 비젤 장갑차 - 공수부대용으로 개발한 소형 다용도 장갑차
- 마더1 A3/ A5 - 보병전투차
- 퓨마 보병전투차 - 마더 보병전투차의 후계 차량
- 푹스 장갑차
- 복서 MRAV - 푹스 장갑차를 대체하고 있는 다용도 장갑차
- 야구아르 1 - 토우 탑재 대전차차량으로 퇴역함.
- 야구아르 2 - 토우 탑재 대전차차량으로 퇴역함.
- 게파르트 대공장갑차
- 롤랑 대공미사일 - 퇴역
- 비버 가교차량
- PSB 2 가교차랑 - 비버로 대체
- 다흐 공병전차
- 코디악 공병전차 - 스위스 육군용
- 뷔펠 구난전차
- 스코르피언 지뢰부설차
- 카일러 지뢰제거차
- TH200 (바퀴식 수색장갑차)- 시험용만 만들어짐.
- ATF 딩고 (바퀴식 장갑차)
- AGF 수색 및 전투 차
- 뭉고 ESK (장갑화된 수송 트럭)
- 뒤로 3 (경 바퀴식 장갑차)
- 이글 IV - 바퀴식 경장갑차로, 2008년부터 납품.
- KMW 그리즐리 - 바퀴식 장갑차
- 라인메탈 야크 - 바퀴식 장갑차
- KJPz HS-30(KanonenJagdPanzer) - 전차 구축차

### 보병수송차
- ELBO 레오니다스-1
- ELBO 레오니다스-2
- ELBO 켄타우로스

## 러시아

### 전차
- 블랙 이글 전차 (개발 취소) 오비옉트640
- T-54
- T-55
- T-62
- T-64
  - T-64
  - T-64R
  - T-64T
  - T-64A
  - T-64AK
  - T-64AM
  - T-64AV
  - T-64B
  - T-64BK
  - T-64BM
  - T-64B1
  - T-64BSh
  - T-64BV
  - T-64BKV
  - T-64B1V
- T-72
  - T-72 "우랄"
  - T-72A
  - T-72AV
  - T-72AK1
  - T-72AK2
  - T-72AK3
  - T-72B
  - T-72BK
  - T-72BA
  - T-72B obr.1989
  - T-72B obr.1990
  - T-72B obr.2022
  - T-72B1 - 취소
  - T-72B2 - 취소
  - T-72B3
  - T-72B3M
  - T-72B3 obr.2014
  - T-72B3 obr.2016
  - T-72B3 obr.2022
  - T-72B4 : 탱크 바이에슬론 경기용
  - T-72M : 수출용
  - T-72M1 : 수출용
  - T-72S : 수출용
- T-80
  - T-80 : 1000마력을 내는 GTD-1000 가스터빈을 장착한 극초기형. 포탑은 T-64A의 것과 거의 동일하다.
  - T-80B : 개량형. 증가장갑 부착 및 사통장치 개량.
  - T-80BV : 콘탁트-1 폭발반응장갑 부착형.
  - T-80BVM
  - T-80U
  - T-80UE
  - T-80UE-1
  - T-80UK
  - T-80UM1
  - T-80UM2 : 드로즈드 장착 실험용.
  - 오비옉트 478 : 하리코프 설계국에서 오비옉트 219A (T-80U 프로토타입) 차체에 오비옉트 476의 포탑을 올려서 만든 차량. T-80UD로 발전했다.
  - T-80UD (오비옉트 478B) t80u 사양에 디젤엔진 장착형
  - 오비옉트 640(블랙 이글)
  - 오비옉트 644 : T-80B에 V-46-6 디젤 엔진을 장착한 시험 차량.
  - 오비옉트 292
- T-90
  - T-90 : 극초기형
  - T-90K
  - T-90A "블라디미르"
  - T-90AK
  - T-90S
  - T-90SK
  - T-90SA
  - T-90SAK
  - T-90MS "타길"
  - T-90AM
  - T-90M "프로리브 3"
- T-95 (시험생산형)
- T-14 "아르마타"

### 병력수송장갑차 및 보병전투차
- BMD-1
- BMD-2
- BMD-3
- BMD-4
- BMP-4
- BMP-1
- BMP-2
- BMP-3
- BMP-4
- BMPT
- BTR-40
- BTR-50
- BTR-60
- BTR-70
- BTR-80
- BTR-90
- BTR-140
- BTR-152
- BTR-D
- BTR-T

### 자주포
- 이스칸데르
- 2S31 베나
- 2S19 152mm 자주포 무스타 s msta s

## 루마니아

### 전차
- TR-580
- TR-85
- TR-85

### 병력수송장갑차
- TAB-71
- TAB-77
- Zimbru
- TABC-79
- 사우르 1
- 사우르 2
- MLVM

### 보병전투차
- MLI-84
- MLI-84M Jderul

### 자주포
- M89

## 미국

### 전차
<1세대 전차>
- M46 패튼
- M47 패튼
- M48 패튼

<2세대 전차>
- M60 패튼[2]

<3세대 ~ 3.5세대 전차>
- M1 에이브람스

<그 외 전차>
- M103 중전차[3]

### 기갑전투차량
- M24 채피
- M41 워커불독
- M132 장갑화염방사차
- M551 셰리던
- M1128 MGS - 스트라이커 장갑차 파생형
- M901 ITV
- 스팅레이 경전차
- M8-AGS

### 자주포
- M56 SPG
- M50 온토스 자주 무반동총
- M107 자주포 (175mm)
- M108 자주포 (105mm)
- M109 자주포 (155mm)
- M110 자주포 (203mm, 10인치)
- M84 자주박격포
- Non-Line-Of-Sight Cannon

### 자주대공체계
- M42 40 mm 대공자주포
- M163 벌컨
- M247 서전트 요크
- M6 라인베커
- M730 채퍼럴

### 보병전투차
- LVTP7/AAVP7A1 수륙양용 장갑차
- M2/M3 브래들리 보병전투차
- 스트라이커 장갑차
- LAV-25

### 병력수송장갑차
- M59 병력 수송 장갑차
- M75 병력 수송 장갑차
- M113 병력 수송 장갑차

### 공병지원차량
- M56 코요테

## 벨기에
- BDX
- 코브라 시리즈
- 시브마스
- FN 4RM-62F AB

## 벨라루스
- 2-T 스톨커

## 불가리아
- BMP-23
- 툰드자 (Tundzha) 120mm 궤도식 자주 박격포
- Podnos 82mm 궤도식 자주 박격포
- MT-LB 변형
- BTR-60PB-MD1

## 브라질
- EE-T1 오소리오
- X1A2
- MB-3 타묘요 (M41 워커불독의 현대화 개수형)
- EE-3 하라라사 (Jararaca)
- EE-9 카스카벨
- EE-11 우루투
- EE-17 수수리

## 세르비아

### 전차
- T-55H -  T-55의 세르비아 독자 현대화형.
- T-72 - 세르비아식 T-72 현대화형
- M-84
- M-84AB1 - M-84 세르비아 현대화형.

### 병력수송장갑차
- BOV
- BTR-50.
- BRDM-2
- BTR-60

### 보병전투차
- M-80A
- M-98 비드라

### 전투공병차
VIU-55 문자

## 소련

### 전차
- PT-76
- T-10
- T-34
- T-55
- T-62
- T-64
- T-72
- T-80
- T-85

### 병력수송장갑차 및 보병전투차
- BMP-1
- BMP-2
- BMP-3
- BMD-1
- BMD-2
- BMD-3
- BRM-1
- BRDM-1
- BRDM-2
- BRDM-3
- BTR-152
- BTR-40
- BTR-50
- BTR-60
- BTR-70
- BTR-80
- BTR-D
- MT-LB

### 자주포
- 2P 406mm 자주포
- 2S1 122mm 자주포
- 2S3 152mm 자주포
- 2S4 240mm 자주포
- 2S5 152mm 자주포
- 2S7 203mm 자주포
- 2S9 120mm 자주포
- 2S19 152mm 자주포
- 2S23 120mm 자주포
- ASU-85 85mm 자주포

### 자주대공체계
- ZSU-57-2
- ZSU-23-4

## 스웨덴

### 전차
- 스웨덴 S103 전차
- Ikv 91 - 90mm 저압포를 장착한 전차 구축차
- Strv 121 레오파르트 2 전차A4
- Strv 122 레오파르트 2 전차A6의 스웨덴형

### 보병전투차
- CV90

### 기타 기갑전투차량
- Pbv 301
- Pbv 302
- 반트카논파근 1A
- Pvrbbv 551
- Lvrbbv 701
- 테랑빌 m/42 SKP

## 스위스

### 주력전차
- Pz-87 LEO
- Pz-68
- Pz-61

### 기갑전투차량
- Spz2000 (CV9030)
- 피라냐 I 4x4, 6x6 and 8x8
- 피라냐 II 4x4, 6x6 and 8x8
- 피라냐 III 6x6, 8x8 and 10x10
- 피라냐 IV 8x8
- 피라냐 V 8x8
- SPz 63

## 스페인

### 전차
- Leopardo 2E
- M60 패튼
- AMX-30

### 기갑전투차량
- 센타우로 VRCC(Vehiculo de Reconocimiento y Combate de Caballeria)
- VEC-M1

### 보병전투차
- 피자로 IFV - 오스트리아와 공동 개발한 보병전투차("ASCOD")

### 병력수송장갑차
- BMR-M1
- LVTP7A1

## 슬로베니아
- LKOV 발룩
- LKOV 크르판

## 싱가포르

### 전차
- 템페스트 (센추리온 전차의 현대화형])
- AMX-13SM1 (AMX-13 현대화형)
- 레오파르트 2 전차A4

### 기갑전투차량
- AMX-10 PAC90 및 기타
- M113 25 mm 부쉬마스터 기관포 또는 40mm AGL 스트라이커 유탄발사기
- 바이오닉스 AFV M113을 대체하는 28 톤 장갑차
- 브론코 ATTC (All-Tracked Terrain Carrier)
- Bv206
- AV-81

### 자주포
- SSPH1 155 mm 자동장전 자주포

## 아르헨티나
- TAM
- VCTP

## 영국

### 주력전차
- 센추리온 전차
- 체리옷 전차 (200)
- 퀑커러 중전차 (200)
- 치프틴 전차
- 챌린저 1 전차
- 챌린저 2 전차
- 빅커스 MBT

### 기타 기갑전투차량
- 사브레 AFV - 기갑 수색 차량 (136)
- 스코피온 경전차 - 기갑 수색 차량
- FV102 스트라이커 - 스윙파이어 미사일 발사차량
- FV104 서매러튼(Samaritan)
- FV105 술탄
- FV106 샘슨
- FV107 시미터
- 앨비스 스토머
- 앨비스 살라딘
- 페렛 장갑차
- FV721 폭스 장갑 수색차량
- FV 432 병력수송장갑차 및 파생형
- FV222 퀑커러 ARV

### 자주대공체계
- 궤도식 레이피어 대공미사일

### 자주포
- FV433 애봇 자주포
- AS90 자주포

### 병력수송장갑차
- 앨비스 사라센 APC
- FV1611 험버 피그
- FV103 스파르탄
- 색슨 장갑차
- FV 432 AFV

### 보병전투차
- FV510 워리어 보병전투차

## 오스트레일리아

### 바퀴식 기갑전투차량
- ASLAV (오스트레일리아군용 LAV-25)

### 병력수송장갑차
- M113 병력 수송 장갑차 (개량형만 사용)
- 부쉬마스터 IMV

## 오스트리아
- 자우러 4K 3FA & 4FA 시리즈(Schutzenpanzer A1)
- 자우러 4K 7FA
- 울란 보병전투차 - 스페인과 공동 개발("ASCOD").
- 판두1 장갑차 6x6
- 판두2 장갑차 6x6 및 8x8
- SK-105 퀴라시어

## 우크라이나
- T-55AGM[4]
- T-64BM2[5]
- T-64U[6]
- T-72MP[7]
- T-72AG[8]
- T-72-120[9]
- T-80UD[10]
- T-84[10]
- T-84 옾롯[11]
- T-84-120 야타간(Yatagan)[12]
- BREM-84[13]
- BTR-3[14]
- BTR-4[15]
- BTR-94[15]
- 도조르-B[16]

## 이라크

### 전차
- T-55 에니그마
- 바빌론의 사자 전차

### 병력수송장갑차
- Dzik-3

## 이란

### 전차
- T72Z식 전차
- 줄피카르 1
- 줄피카르 2
- 줄피카르 3
- 토산 전차

### 병력수송장갑차
- 보라그 (중국제 WZ-501의 복사판).
- BPR-82 (소련제 BTR-60의 업그레이드판).
- 샤야드 (미국제 M-113의 복사판).

### 자주포
- 라드 1 122mm 자주포
- 라드 2 155mm 자주포

## 이스라엘

### 전차
- M50 슈퍼셔먼 (M4 셔먼 업그레이드)
- 쇼트 전차 - 센추리온 전차 업그레이드형)
- Tiran-6 전차 - T-62 개수형(중동전쟁때 T-62 노획)
- 마가크 전차 - M60 패튼 업그레이드형[17]
- 사브라 전차 - M60 패튼 업그레이드형
- 메르카바 전차 tank

### 병력수송장갑차
- IDF 나그마혼 병력수송장갑차 - 구식 센추리온 전차 차대를 이용한 장갑차
- IDF 나크파돈 병력수송장갑차 - 구식 센추리온 전차 차대를 이용한 중장갑차
- IDF 아크자리트 병력수송장갑차 - 중동전쟁 중 노획한 T-54/55 차체를 이용해 개발한 장갑차
- 나메르 보병전투차 - 퇴역한 메르카바1 전차 차체를 이용해 개발한 보병전투차
- 울프 장갑차
- 골란 장갑차

### 자주포
- L-33/39 로엠 자주포 - M4 셔먼 차체를 이용해 개발한 자주포
- 마크마트 - M4 셔먼 차체를 이용해 개발한 자주 박격포
- MAR-240/290 - M4 셔먼 차체를 이용해 개발한 로켓 발사 자주포
- 숄레프 자주포 - 메르카바 차체를 이용한 자주포
- 라스칼 자주포

### 전투공병차
- 캐터필러 D9 장갑 불도저
- IDF 퓨마 전투 공병 차량 - 센츄리온 전차 기반 개조 차량
- 네메라 - 메르카바 차대를 이용한 장갑 구난 차량

## 이탈리아

### 주력전차
- 아리에떼 전차

### 보병전투차
- VCC-1 까밀리노
- VCC-2
- VCC-80 다르도

### 병력수송장갑차
- Bv206S
- LVTP7/AAVP7A1

### 자주대공체계
- SIDAM 25

### 바퀴식 장갑차
- 첸타우로 장갑차 바퀴식 전차구축차
- 프레시카 - 첸타우로 장갑차의 보병전투차형
- 퓨마 4x4
- 퓨마 6x6

### 자주포
- M109L
- PzH 2000
- M270 MLRS

### 관측 장갑차
- 피아트 6614G 4x4

## 인도

### 전차
- 아준 주력전차
- T-90S 비쉬마
- EX 전차
- T-72 아제야

### 기갑전투차량
- 아브하이 IFV
- 나그 미사일 운반차량 (Namica)

### 장갑차
- 사라트
- 헌키
- 터피
- 아디탸 - 지뢰로부터 병력을 보호할 수 있는 병력수송 장갑차
- 타크사크

### 자주포
- HT-130 캐터펄트
- 비임 자주포
- M-46 캐터펄트

## 일본

### 병력수송장갑차
- 60식 병력수송장갑차
- 73식 병력 수송 장갑차
- 96식 병력 수송 장갑차

### 보병전투차
- 89식 보병전투차

### 주력전차
- 61식 전차
- 74식 전차
- 90식 전차

## 북한

### 전차
- 천마호
- 폭풍호
- 선군호

### 병력수송장갑차
- M-1973 VTT-323
- M-1992 APC
- M-2010 2008(주체 98)년식 신흥 APC

### 자주포
- M-1978 170 mm 자주포
- M-1974 152 mm 자주포
- M-1975 130 mm 자주포
- M-1992 130 mm 자주포
- M-1977 122 mm 자주포
- M-1981 122 mm 자주포
- M-1991 122 mm 자주포
- M-1992 120 mm 자주포

## 중국

### 전차
- 59식 전차 - T-54/55 다운그레이드 면허 생산
- 69/79식 전차
- 80/85/88식 전차

- 90-2식 전차 - 수출용 전차
- VT-4(MBT-3000) - 99식 전차 수출형

- 96식 전차 - 85식 전차의 현대화 개량형
- 98식 전차
- 99식 전차 - 98식을 개량한 최신 전차

- 62식 경전차
- 63식 경전차
- 05식 경전차

### 보병전투차
- WZ-551 바퀴식 보병전투차
- ZBD-2000 또는 WZ-506으로 공수부대용 보병전투차
- 97식 또는 ZBD-97 - 궤도식 보병전투차

## 칠레
- 피라나 6x6
- 피라나 8x8
- VTP-1 오르카
- VTP-2 에스카라바호

## 캐나다
- MILCOTS (Milverado) - 예비군만 사용
- 모바그 피라냐-바퀴식 장갑차:
  - AVGP: 쿠거, 그리즐리 및 허스키 6×6 바퀴식 장갑차
  - 바이슨 APC 8×8
  - 코요테 수색 장갑차 8x8
  - LAV III 8×8
- 방공 및 대전차 체계 (ADATS)

## 크로아티아
- M-84
- M-95 데그만
- LOV
- BOV 병력수송장갑차
- LOV-1

## 파키스탄

### 전차
- 알-칼리드 주력전차
- 알-자라르 주력전차
- T-85IIAP

### 장갑보안차
- 모하피즈(Mohafiz)

### 병력수송장갑차
- 탈라 병력수송장갑차
- 사드 병력수송장갑차
- 알-콰솨 병참차량

### 기갑 지휘소
- 사크브

### 장갑 수리 및 회수차
- 알-하디드 공병차

### 기갑전투차량
- U-416

## 포르투갈

### 바퀴식 기갑전투차
- 샤미체(Chaimite)
- 판듀어 8X8 APC

### 주력전차
- 레오파르트 2 전차 A4 - 네덜란드로부터 구입

### 자주포
- PzHb 88-95 "KAWEST"

### 기갑수색장갑차
- 모바그 이글 경장갑차
- Panzerjager - 6x6 모바그 피라냐 6륜형에 BGM-71 토우를 장착.

## 폴란드

### 전차
- PT-91 - T-72를 현대화한 전차
- PT-94

### 궤도식 병력수송장갑차 및 보병전투차
- BWP-2000
- BWP 퓨마 E8 - BMP 현대화형
- BWP 퓨마 RCWS-30- BMP 현대화형
- MT-LB

### 바퀴식 병력수송장갑차 및 보병전투차
- KTO 로소마크 - 진화형 모듈화 장갑차의 면허 생산형
- KTO 뤼스 - SKOT장갑차 기반 8x8 병력 수송 장갑차
- KTO 이르비스 - KTO 뤼스의 6x6형

### 장갑차
- 드지크
- 예노트
- 혼커 2000
- Tur

### 자주포
- 2S1 122mm 자주포 - 면허 생산형
- 크랍 - 나토 호환 155mm 자주포. 영국 AS90의 자주포 포탑을 기술 도입하여 생산
- PZA 로아라 - PT-91 차체를 이용한 대공시스템
- 포프라트
- 히베르뉘트(Hibernyt)

## 프랑스

### 전차
- ARL 44
- AMX-13
- AMX 30
- 르끌레르 전차

### 장갑차
- AMX 10 RC
- 파나드 EBR
- 파나드 AML
- 파나드 ERC
- VBL
- 벡스트라 바퀴식 장갑차

### 병력수송장갑차
- AMX-10P
- VAB
- VXB
- 파나드 VTT
- 파나드 M3
- 파나드 VCR
- VBCI

## 핀란드
- 시수 파시 (XA-180, -185, -202, -203)
- 파트리아 AMV
- 시수 나수

## 같이 보기
- 전차 목록

## 참고 문헌
- Zaloga, Steven and David Markov (2000), Russia's T-80U Main Battle Tank, Hong Kong: Concord, ISBN 962-361-656-2.
- Hunnicutt, R. P. "Patton: A History of the American Main Battle Tank."  1984, Presidio Press; ISBN 0-89141-230-1.
- Hunnicutt, R. P. "Firepower: A History of the American Heavy Tank."  1988, Presidio Press; ISBN 0-89141-304-9.